# Sooki

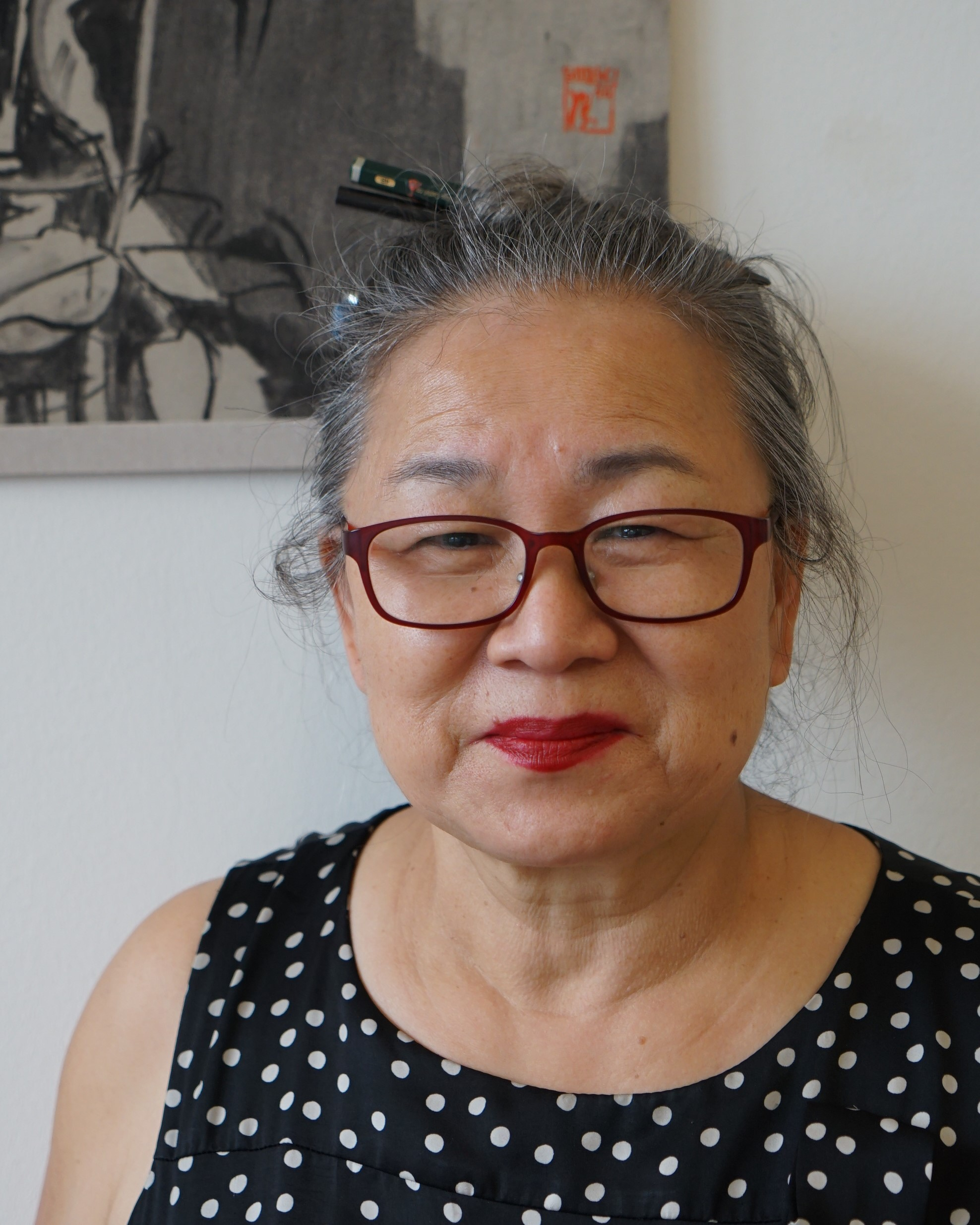
Sooki (FATart Art Fair, 2021)

Sooki  (geb. 1954 in Seoul, Korea als Hong Youn-Sook) ist eine koreanische Malerin. Sie lebt seit 1984 in Berlin. Kennzeichnend für sie ist ein hyperrealistischer Malstil.

## Leben
Ihr Vater wollte, dass sie Ärztin wird. Als Studentin der Zahnmedizin ging sie nach Deutschland, wo sie ihren Wunsch als Malerin tätig zu sein verwirklichte. Sie selbst sagte, dass sie kein Blut sehen kann. 1995 heiratete sie den Maler Matthias Koeppel. Das Ehepaar hat eine Tochter, die als Musikerin, als Komponistin für zeitgenössische Musik, tätig ist.
In ihrem Atelier werden regelmäßig Ausstellungen durchgeführt. Sie arbeitet häufig mit ihrem Mann zusammen wie z. B. für den Werkbund Berlin.
Sooki stellte in mehreren Bezirken Berlins aus. Ihre 1999 stattfindende Ausstellung im Bezirk Köpenick musste aus Sicherheitsgründen geschlossen werden. Einige der 32 Ölgemälde zu Berliner Stadtlandschaften wurden gestohlen.
Sie hat die deutsch-koreanische Biennale change-exchange ins Leben gerufen, ein Kulturprojekt mit Künstlern aus Seoul und Berlin. Es begann mit der ersten Ausstellung 2011, an der 50 deutsche und koreanische Künstler beteiligt waren. Weitere Ausstellungen mit deutschen und koreanischen Künstlern folgten in den Jahren 2012, 2014, 2015 und 2017.
Sooki publizierte 2009 den Gedichtband Heimat in der Ferne, der ihre Lebensbeobachtungen in Wort und Bild setzt. Dazu organisierte sie eine Austauschaustellung mit dem koreanischen Künstlerinnenverband aus Seoul und einigen Künstlern aus Berlin.
2018 organisierte sie die Ausstellung Gemalte Gedichte - geschriebene Bilder zusammen mit dem koreanischen Schriftstellerverband im Rahmen seines Jubiläum in der Galerie der City Hall in Seoul.
In Korea erhielt Sooki 2008 den internationalen Kunstpreis sowie mehrere Lyrikpreise. Sie ist Mitglied im Verein Berliner Künstler.